# Kościół św. Małgorzaty w Dębnie
Kościół św. Małgorzaty Panny i Męczenniczki – gotycki kościół parafialny w Dębnie w powiecie brzeskim, zbudowany na przełomie XV i XVI wieku.

## Historia
Parafia św. Małgorzaty w Dębnie powstała prawdopodobnie już w XIII wieku (jest wzmiankowana w spisach świętopietrza z 1326 roku), zaś istniejący drewniany kościół parafialny pw. św. Małgorzaty został ujęty przez Jana Długosza w Liber beneficiorum dioecesis Cracoviensis z lat 1470–1480.
Budowę obecnego, murowanego kościoła rozpoczęto z fundacji Jakuba z Dębna, kanclerza wielkiego koronnego, w 1470 roku, równolegle z nieodległym zamkiem rycerskim. Budowę kościoła dokończył kolejny właściciel Dębna, Jakub Szczekocki (syn Jana ze Szczekocin). Świątynię, pod wezwaniem Świętej Trójcy, konsekrował w 1504 roku biskup sufragan krakowski Jan. Na początku XVII wieku zmieniono wezwanie kościoła, przywracając jako patronkę św. Małgorzatę.
Kościół został odnowiony i częściowo przebudowany w latach 1899–1903, uzyskując nowe ceglane szczyty, wieżyczkę na sygnaturkę i stropy w nawie.
28 marca 1980 roku kościół pw. św. Małgorzaty w Dębnie wraz z cmentarzem parafialnym został wpisany do rejestru zabytków nieruchomych województwa małopolskiego pod numerem A-215.

## Architektura kościoła
Kościół św. Małgorzaty położony jest powyżej zamku w Dębnie, na wzniesieniu położonym po zachodniej stronie lokalnej drogi i na południe od drogi krajowej nr 94. Plac przykościelny otoczony jest ogrodzeniem z początku XX wieku, z furtką od strony wschodniej i porośnięty drzewami. Na jego terenie znajduje się polichromowana kamienna rzeźba Matki Bożej Niepokalanego Poczęcia na wysokim cokole z płaskorzeźbą św. Michała, fundacji Michała Sułka i jego żony Stefanii z 1938 roku. Na południowym stoku wzgórza, poza obrębem ogrodzenia, wybudowany został zespół zabudowań z nową plebanią.
Kościół jest późnogotyckim, jednonawowym, orientowanym budynkiem, murowanym z nieregularnych kamiennych ciosów układanych w opus incertum, łączonych wapienno-cementową zaprawą, z użyciem cegły. Do węższego, prostokątnego prezbiterium przylega od strony północnej zakrystia z dobudowanym w późniejszych czasach przedsionkiem. Do nawy przylega od strony zachodniej wieża na planie kwadratu, z kruchtą w przyziemiu. Od południa do nawy przylega druga kruchta.
Korpus kościoła wsparty jest kamiennymi przyporami. Ściany frontowe nawy i prezbiterium zwieńczone są trójkątnymi ceglanymi szczytami, na ich wierzchołkach znajdują się sterczyny z metalowymi krzyżami. Kościół nakryty jest dachami siodłowymi pokrytymi dachówką. Nad nawą zbudowana została neogotycka wieżyczka na sygnaturkę zwieńczona szpiczastym hełmem z metalową chorągiewką z datą 1903. Południowa kruchta i obie części zakrystii zostały nakryte dachami jednospadowymi.
Wieża, z kamiennymi kroksztynami na narożnikach, nakryta jest drewnianym, krytym gontem dachem namiotowym z nadwieszoną izbicą z 1789 roku. Znajdują się tam dwa dzwony: starszy z 1777 roku i nowy, mniejszy z 1969.

## Architektura i wyposażenie wnętrza
Prezbiterium kościoła nakryte jest dwuprzęsłowym sklepieniem krzyżowo-żebrowym ze zwornikami, zakrystia kolebkowym, pochodzącymi z pierwotnej bryły kościoła, nawa zaś drewnianym stropem kasetonowym z czasów przebudowy w początku XX wieku. W ostrołukowej tęczy znajduje się profilowana belka tęczowa z barokowym krucyfiksem z XVIII wieku. Polichromowane późnogotyckie rzeźby Matki Bożej Bolesnej oraz św. Jana Ewangelisty, składające się pierwotnie na grupę ukrzyżowania na belce tęczowej, znajdują się obecnie w Muzeum Diecezjalnym w Tarnowie. W kościele jest siedem gotyckich portali, z tego pięć schodkowych (tzw. długoszowskich), na jednym z nich, w kruchcie południowej, znajduje się kartusz z herbem Dębińskich Odrowąż. Ściany kościoła pokrywa polichromia figuralna ze scenami Męki Pańskiej oraz z życia św. Małgorzaty, wykonana w 1957 roku według projektu Józefa Dutkiewicza, krakowskiego artysty i konserwatora zabytków.
Od zachodu nawę zamyka chór muzyczny z początku XX wieku o płycinowej, neogotyckiej balustradzie, wsparty na kamiennych wspornikach. Na chórze znajduje się bogato rzeźbiony, malowany i złocony prospekt organowy. Rokokowe organy o 12 głosach zostały zbudowane na przełomie XVIII i XIX wieku, a rozbudowane w 1864 roku. Na wieżę kościelną i chór wiodą kręcone metalowe schodki z czasów przebudowy kościoła.
W prezbiterium umieszczony jest tryptyk ołtarzowy przedstawiający w części środkowej Trójcę Świętą w ikonograficznym typie Tronu Łaski w otoczeniu chórów anielskich i fundatorów: Jakuba Szczekockiego z żoną Barbarą i dziećmi, zaś na skrzydłach grupy śpiewających aniołów. Jest to kopia późnogotyckiego tryptyku z lat 1510–1520, którego środkowa część przechowywana jest obecnie w Kamienicy Szołayskich, oddziale Muzeum Narodowego w Krakowie. Na wschodniej ścianie prezbiterium znajduje się gotycka nisza na tabernakulum w prostokątnej kamiennej ramie zwieńczonej krzyżem. W trójdzielnym ostrołukowym oknie wprawiony jest witraż z postacią św. Małgorzaty, wykonany w 1903 roku w Wiedniu.
Ponadto w kościele znajdują się dwa neogotyckie ołtarze boczne pochodzące z początku XX wieku, lewy z grupą Matki Bożej Różańcowej, prawy Najświętszego Serca Jezusowego. Z przełomu XIX i XX wieku pochodzą również neobarokowa ambona z płaskorzeźbami Chrystusa i Ewangelistów oraz drewniana chrzcielnica, ustawiona po lewej stronie wejścia do kruchty.